# حيتان قديمة
الحيتان القديمة (الاسم العلمي: Archaeoceti) هي مجموعة شبه عرق من الحيتانيات البدائية التي عاشت من الإيوسين إلى الأوليجوسين، وهي تمثل التشعب التطوري المبكر للحيتانيات، وتتضمن المراحل الأولية البرمائية في تطور الحوتيات، وبالتالي فهي أسلاف كلا من الرتيبتين الحديثتين الحيتان البالينية والحيتان المسننة.